# La rossa de la rosa
La rossa de la rosa (Blonde à la rose) és un oli sobre tela de Pierre-Auguste Renoir dels anys 1915-1917 i dipositat al Museu de l'Orangerie de París.

## Història
Andrée-Madeleine Heuschling, coneguda amb el sobrenom de Dédée, fou la darrera model de Renoir. La seua bellesa entusiasmava el pintor:
| « | "Que n'és de bella! He gastat els meus ulls d'ancià en la seua pell jove i he vist que no sóc un mestre, sinó un infant." | » |

La model, més coneguda pel seu nom artístic, Catherine Hessling, va casar-se amb el fill del pintor, Jean Renoir, l'any 1920. Fou la intèrpret de diversos films del cineasta, entre ells Nana, adaptació al cinema de la novel·la de Zola, rodada l'any 1927.

## Descripció
És interessant comparar aquest quadre de 64 × 54 cm amb la Dona amb carta, de format i tema idèntics, realitzada vint anys abans. Ací la gamma que domina és la del vermell i els contorns són més difusos. L'empastament, irregular, és més espès i gruixut en certes parts i més prim en d'altres per a deixar visible la textura de la tela. El rostre de la model, que tenia 15-17 anys en aquell moment, ha estat meticulosament dotat d'una gran suavitat. La noia porta una flor als cabells: de fet, a Renoir li agradava associar les seues figures femenines amb flors. A partir del 1900, una rosa florida va esdevenir el seu atribut preferit per a simbolitzar la bellesa d'una dona.
Aquest retrat és típic de la darrera manera de l'artista. L'obra ha estat datada entorn del 1915 per la seua semblança amb altres retrats contemporanis; no pot ésser posterior a 1917, any en què apareix en una fotografia del taller de Renoir.
Paul Guillaume va adquirir aquest retrat el 1929 i va romandre a l'estudi de Renoir fins a la seua mort, moment en què va passar al seu fill Claude Renoir.